# Copadichromis melas
Copadichromis melas är en fiskart som beskrevs av Stauffer och Konings 2006. Copadichromis melas ingår i släktet Copadichromis och familjen Cichlidae. Inga underarter finns listade i Catalogue of Life.